# Vague de suicides à Uashat Mak Mani-Utenam
 (avril 2024).
Si vous disposez d'ouvrages ou d'articles de référence ou si vous connaissez des sites web de qualité traitant du thème abordé ici, merci de compléter l'article en donnant les références utiles à sa vérifiabilité et en les liant à la section « Notes et références ».
La communauté d'Uashat Mak Mani-Utenam connait une vague de suicides entre 10 février et le 31 octobre 2015. Cinq membres de cette communauté d'environ 3 400 habitants située près de Sept-Îles au Québec trouvent la mort.
Le 28 janvier 2016, à la suite de plusieurs mois de pression du conseil Innu Takuaikan Uashat Mak Mani-Utenam et de l'Assemblée des Premières Nations du Québec et du Labrador (APNQL), le Ministère de la Sécurité publique du Québec ordonne la tenue d'une enquête publique sur ces cinq décès.
Le 14 janvier 2017, le coroner Me Bernard Lefrançois dépose son rapport et 44 recommandations et dénonce le « régime d'apartheid dans lequel les autochtones sont plongés depuis 150 ans sinon plus ».